# Jean Kemble
Pour les articles homonymes, voir Saint Jean et Kemble.
Jean Kemble (Né vers 1599 à Herefordshire, Angleterre - mort le 22 août 1679 à Hereford, Angleterre), est un prêtre catholique anglais mort martyr sous le règne de Charles II. 

## Biographie
Né dans une famille restée catholique, Jean Kemble se sent appelé à devenir prêtre. Ne pouvant être formé en Angleterre, il quitte son pays pour s'inscrire au Collège anglais de Douai dans les Flandres. À la suite de sa formation il est ordonné prêtre le 23 février 1625. Le même année, il retourne dans le Monmouthshire. Pendant plus de plus de 50 ans, il se fait prêtre itinérant.
Dans la paranoïa anti-catholique qui suivit le prétendu complot papiste de Titus Oates, il est malgré son grand âgé arrêté en 1679 et emmené à Londres pour y être interrogé. Aucune charge n'est retenue contre lui si ce n'est celle d'être un prêtre catholique, ce qui signifiait peine de mort pour trahison. Il est renvoyé à Hereford pour y être exécuté. Il est mis à mort par pendaison, éviscération et écartèlement, supplice réservé aux traîtres.

## Vénération
Jean Kemble a été béatifié en 1929 par le pape Pie XI et canonisé le 25 octobre 1970 par le pape Paul VI. Il est fêté le 22 août. Il est l'un des quarante martyrs d'Angleterre et du Pays de Galles.